# فهد المولد
فهد مساعد المولد (ولد 1994 م) هو لاعب كرة قدم سعودي يلعب في مركز الجناح والهجوم، لعب سنوات في نادي الاتحاد، وانتقل إلى نادي الشباب في دوري المحترفين السعودي، وهو لاعب في منتخب السعودية لكرة القدم. تعرَّض للسقوط من شرفة منزله في دبي في سبتمبر 2024، وتعرَّض لكسور شديدة، ولا يزال في غيبوبة حتى الآن.

## مسيرته الكروية

### بدايته المبكرة
ولد فهد بن مساعد المُوَلَّد الحربي في مدينة جُدَّة السعودية، بتاريخ 14 سبتمبر 1994م. ومنذ سن مبكرة عُرف بموهبته الكروية البارزة في المنطقة المحيطة به. في 7 فبراير 2012، وعندما كان يبلغ من العمر 16 عامًا فقط، لعب فهد مباراته الأولى في مشاوره الاحترافي ضد الرائد. بعد أن لعب الكثير من المباريات بانتظام في دوري المحترفين السعودي، أصبح مشهورًا بسرعته العالية، وقدراته الفنية الرائعة، في حين أظهر هدوءه وذكاءه أمام المرمى.

### الاتحاد

#### موسم 2012–2013
واصل فهد تميُّزه، وفي 2 أغسطس 2012، سجَّل هدفه الاحترافي الأول على نادي الرائد في مباراة التعادل 2-2. وفي موسم 2012- 2013، أصبح فهد واحدًا من أكبر المواهب في كرة القدم الآسيوية، بعد تسجيله العديد من الأهداف مع الاتحاد. ثم نال مزيدًا من الاهتمام الدَّولي عندما سجَّل وهو في سنِّ 17 عامًا هدفًا حاسمًا في الدور ربع النهائي من دوري أبطال آسيا 2012 على نادي غوانزو ليُأهل الاتحاد لدور نصف النهائي. وحصل على لقب كأس خادم الحرمين الشريفين للأبطال 2013، وسجَّل هدفًا في النهائي الذي انتهى بفوز الاتحاد 4-2 على الشباب.
أنهى فهد موسمه بتسجيله 10 أهداف في 31 مباراة في جميع المسابقات.

#### ليفانتي (إعارة)
أعلنت هيئة الرياضة السعودية رحيل 9 لاعبين إلى إسبانيا والانضمام لأندية مختلفة في الدوري الإسباني والدوري الإسباني الدرجة الثانية من أجل إعدادهم لكأس العالم 2018 في روسيا،.وكان منهم فهد المولد الذي انضم إلى صفوف نادي ليفانتي. في 21 يناير 2018 أعلن نادي ليفانتي الإسباني رسميًّا التعاقد مع المولد على سبيل الإعارة حتى نهاية الموسم.
في 7 مايو شارك المولد في أول مباراة له مع النادي الإسباني بعد دخوله عند الدقيقة 80 بدلًا من إينيس بردهي، وكانت النتيجة 3–0 لفريقه، وقد انتهت على هذه النتيجة. ليصبح فهد أول لاعب سعودي يشارك في الدوري الإسباني بالتاريخ.

### الشباب
وقع مع نادي الشباب في صيف 2022 بعد إلغاء قرار إيقافه من قِبَل مركز التحكيم الرياضي السعودي.

## مسيرته الدولية
شارك مع المنتخب السعودي في عام 2011 بكأس العالم تحت 20 سنة في كولومبيا، كما شارك في بطولة آسيا تحت 19 سنة في عام 2012.
وقد شارك مع المنتخب السعودي الأول في كأس الخليج 2014 في الرياض وكأس آسيا 2015 في أستراليا وتصفيات كأس العالم لكرة القدم 2018 حيث ساعد المنتخب للتأهل إلى المونديال بعد غياب 12 سنة، بتسجيله هدف المباراة الوحيد والذي تسبب بتأهل المنتخب إلى المونديال ضد اليابان على ملعب الجوهرة المشعة في 5 سبتمبر 2017.

### كأس العالم 2018
في يونيو 2018، تم اختيار فهد المولد في القائمة النهائية المشاركة في كأس العالم 2018 في روسيا من قبل المدرب بيتزي.
في 25 يونيو وفي المباراة الأخيرة من مرحلة المجموعات أمام مصر. كانا كلا المنتخبين ودعا البطولة من قبل هذه المباراة، ولكن كلا المنتخبين يردان فوز شرفي في البطولة. بدأت المباراة وتقدم المنتخب المصري بالنتيجة 1–0 عن طريق محمد صلاح، وحصل المنتخب السعودي على ركلة جزاء تقدم لها المولد وأضاعها. لتنتهي المباراة في النهاية بفوز المنتخب السعودي 2–1. رغم إهدار ركلة الجزاء من المولد.

### كأس آسيا 2019
في يناير 2019، كان المولد ضمن تشكيلة المنتخب السعودي المشاركة في كأس آسيا 2019. سجل أول أهدافه في كأس آسيا في المباراة الافتتاحية للمنتخب السعودي في البطولة، والتي انتهت بالفوز 4–0 أمام كوريا الشمالية. وفي المباراة التالية، سجل المولد ثاني أهدافه في المباراة التي انتهت بالفوز 2–0 أمام لبنان.

## قضية المنشطات
أوقفت اللجنة السعودية للرقابة على المنشطات، فهد المولد، عامًا واحدًا، بعد ثبوت تعاطيه المنشطات في الموسم الكروي 2018–2019. وكان قد أعلن نادي الاتحاد مطلع مايو 2019 تسلُّمه خطابًا من اللجنة السعودية للرقابة على المنشطات يفيد بوجود مادة محظورة في عينة فهد المولد التي أُخذت منه بعد مباراة النصر الدورية في جولة الإياب. وجاء في بيان اللجنة «إيقاف فهد المولد عن المشاركة في المنافسات الرياضية داخليا وخارجيا لمدة سنة واحدة، اعتبارا من تاريخ الإيقاف المؤقت، 9 مايو 2019،» وأضاف «حظر المشاركة في المنافسات الرياضية خلال فترة عدم الأهلية وعودة الرياضي للتدريب خلال مدة آخر شهرين من فترة عدم أهلية الرياضي».

## حادثة سقوطه
أثناء قضاء إجازة قصيرة في الإمارات في سبتمبر 2024، تعرَّض للسقوط من شرفة منزله في دبي في الدور الثاني، رقد على إثره في العناية المركزة بأحد مستشفيات دبي أوَّلًا ثم نُقل إلى مستشفى الملك فيصل التخصُّصي بالرياض.
واختلفت الروايات للحادثة، وبحسب وسائل إعلام محلية، فإن عامل نظافة وجد فهد المولد مصادفة على رصيف أَسْمَنتي مضرَّجًا بدمائه، وأبلغ الجهات المختصَّة التي نقلته إلى المستشفى، وقد تعرَّض لعدَّة كسور شديدة في الجمجمة والجسم.

## الإحصائيات

### النادي
آخر تحديث 3 مارس 2019.
| النادي   | الموسم   | الدوري | الدوري  | الكأس المحلي | الكأس المحلي | كأس الدوري | كأس الدوري | قاري   | قاري    | المجموع | المجموع |
| النادي   | الموسم   | الظهور | الأهداف | الظهور       | الأهداف      | الظهور     | الأهداف    | الظهور | الأهداف | الظهور  | الأهداف |
| -------- | -------- | ------ | ------- | ------------ | ------------ | ---------- | ---------- | ------ | ------- | ------- | ------- |
| الاتحاد  |          |        |         |              |              |            |            |        |         |         |         |
| 2011–12  | 2        | 0      | 0       | 0            | 0            | 0          | 0          | 0      | 2       | 0       |         |
| 2012–13  | 21       | 7      | 5       | 2            | 1            | 0          | 4          | 1      | 31      | 10      |         |
| 2013–14  | 25       | 5      | 5       | 3            | 2            | 2          | 7          | 2      | 39      | 12      |         |
| 2014–15  | 21       | 7      | 3       | 3            | 1            | 0          | 0          | 0      | 25      | 10      |         |
| 2015–16  | 22       | 3      | 2       | 0            | 3            | 0          | 4          | 1      | 31      | 4       |         |
| 2016–17  | 20       | 11     | 0       | 0            | 3            | 2          | 0          | 0      | 23      | 13      |         |
| 2017–18  | 9        | 3      | 1       | 1            | 0            | 0          | 0          | 0      | 10      | 4       |         |
| 2018–19  | 17       | 8      | 0       | 0            | 1            | 0          | 1          | 2      | 20      | 10      |         |
| 2019–20  | 8        | 4      | 0       | 0            | 0            | 0          | 0          | 0      | 8       | 4       |         |
| الإجمالي | الإجمالي | 139    | 44      | 16           | 9            | 11         | 4          | 17     | 6       | 183     | 63      |

### المنتخب
| المنتخب  | العام   | الظهور | الأهداف |
| -------- | ------- | ------ | ------- |
| السعودية | 2012    | 2      | 0       |
| السعودية | 2013    | 10     | 2       |
| السعودية | 2014    | 11     | 3       |
| السعودية | 2015    | 5      | 2       |
| السعودية | 2016    | 8      | 1       |
| السعودية | 2017    | 3      | 1       |
| السعودية | 2018    | 13     | 2       |
| السعودية | 2019    | 4      | 2       |
| السعودية | المجموع | 56     | 13      |

تم التحديث حتى آخر مباراة: مباراة منتخب اليابان– منتخب السعودية 21 يناير 2019

### الأهداف الدولية
قائمة الأهداف والنتائج مع منتخب السعودية الأول.
| #  | التاريخ        | المكان                                       | الخصم          | الهدف | النتيجة | المسابقة               |
| -- | -------------- | -------------------------------------------- | -------------- | ----- | ------- | ---------------------- |
| 1  | 9 يناير 2013   | ملعب مدينة خليفة الرياضية، عيسى، البحرين     | اليمن          | 2–0   | 2–0     | كأس الخليج العربي 21   |
| 2  | 6 فبراير 2013  | ملعب الأمير محمد بن فهد، الدمام، السعودية    | الصين          | 1–0   | 2–1     | تصفيات كأس آسيا 2015   |
| 3  | 4 مارس 2014    | ملعب الأمير محمد بن فهد، الدمام، السعودية    | إندونيسيا      | 1–0   | 1–0     | تصفيات كأس آسيا 2015   |
| 4  | 6 نوفمبر 2014  | ملعب الأمير محمد بن فهد، الدمام، السعودية    | فلسطين         | 2–0   | 2–0     | ودية                   |
| 5  | 14 نوفمبر 2014 | ملعب الملك فهد الدولي، الرياض، السعودية      | قطر            | 1–0   | 1–1     | كأس الخليج العربي 22   |
| 6  | 3 سبتمبر 2015  | ملعب الجوهرة المشعة، جدة، السعودية           | تيمور الشرقية  | 7–0   | 7–0     | تصفيات كأس العالم 2018 |
| 7  | 17 نوفمبر 2015 | الملعب الوطني، ديلي، تيمور الشرقية           | تيمور الشرقية  | 10–0  | 10–0    | تصفيات كأس العالم 2018 |
| 8  | 11 أكتوبر 2016 | ملعب الجوهرة المشعة، جدة، السعودية           | الإمارات       | 1–0   | 3–0     | تصفيات كأس العالم 2018 |
| 9  | 5 سبتمبر 2017  | ملعب الجوهرة المشعة، جدة، السعودية           | اليابان        | 1–0   | 1–0     | تصفيات كأس العالم 2018 |
| 10 | 23 مارس 2018   | الملعب البلدي، مربلة، إسبانيا                | أوكرانيا       | 1–1   | 1–1     | ودية                   |
| 11 | 20 نوفمبر 2018 | ملعب الملك عبد الله الثاني، عمّان، الأردن     | الأردن         | 1–0   | 1–1     | ودية                   |
| 12 | 8 يناير 2019   | ملعب آل راشد، دبي، الإمارات العربية المتحدة  | كوريا الشمالية | 4–0   | 4–0     | كأس آسيا 2019          |
| 13 | 12 يناير 2019  | ملعب آل مكتوم، دبي، الإمارات العربية المتحدة | لبنان          | 1–0   | 2–0     | كأس آسيا 2019          |

## الإنجازات

### النادي
الاتحاد
- كأس خادم الحرمين الشريفين (2): 2013، 2018
- كأس ولي العهد (1): 2017

### المنتخب
السعودية
- كأس العالم المشاركة: 2018

### الفردية
- أفضل لاعب واعد في السعودية في الموسم الرياضي 2013/14.
- أفضل لاعب عربي من مجلة رياضة كوم عام 2017م.
- أفضل لاعب في الجولة 27 من بطولة الدوري السعودي في الموسم الرياضي 2018/19.

## وصلات خارجية
- فهد المولد على موقع الاتحاد الدولي (مؤرشف)  (الإنجليزية)
- فهد المولد على موقع قاعدة بيانات كرة القدم.إي يو (الإنجليزية)
- فهد المولد على موقع ناشيونال فوتبول تيمز (الإنجليزية)
- فهد المولد على موقع Soccerway.com (الإنجليزية)
- فهد المولد على موقع عالم كرة القدم.نت (الإنجليزية)
- فهد المولد على فرق–كرة القدم–الوطنية.كوم
- فهد المولد على Transfermarkt
- إحصائيات فهد المولد مع المنتخب السعودي.